# Diócesis de Ji-Paraná
La diócesis de Ji-Paraná (en latín: Giparanensis y en portugués: Diocese de Ji-Paraná) es una circunscripción eclesiástica de la Iglesia católica en Brasil. Se trata de una diócesis latina, sufragánea de la arquidiócesis de Porto Velho. Desde el 2 de diciembre de 2020 su obispo es Norbert Hans Christoph Foerster, de los Misioneros del Verbo Divino.

## Territorio y organización
La diócesis tiene 93 783 km² y extiende su jurisdicción sobre los fieles católicos de rito latino residentes en 27 municipios del estado de Rondonia: Alvorada d'Oeste, Cacoal, Castanheiras, Espigão d'Oeste, Governador Jorge Teixeira, Jaru, Ji-Paraná, Ministro Andreazza, Mirante da Serra, Nova Brasilândia d'Oeste, Nova União, Novo Horizonte do Oeste, Ouro Preto do Oeste, Parecis, Pimenta Bueno, Presidente Médici, Primavera de Rondonia, Rolim de Moura, Santa Luzia d'Oeste, São Felipe d'Oeste, Teixeirópolis, Theobroma, Urupá, Vale do Paraíso, Vilhena, Chupinguaia y Rondolândia. Además, los municipios de Alta Floresta d'Oeste y Alto Alegre dos Parecis son corrientemente administrados por la diócesis de Ji-Paraná, pero son parte del territorio diocesano de la diócesis de Guajará-Mirim.
La sede de la diócesis se encuentra en la ciudad de Ji-Paraná, en donde se halla la Catedral de San Juan Bosco.
En 2021 en la diócesis existían 24 parroquias agrupadas en 6 regiones pastorales.

## Historia
La prelatura territorial de Vila Rondônia fue erigida el 3 de enero de 1978 con la bula Tametsi munus del papa Pablo VI, obteniendo el territorio de las prelaturas territoriales de Porto Velho (hoy arquidiócesis) y Guajará-Mirim (hoy diócesis).
Originalmente sufragánea de la arquidiócesis de Manaos, el 4 de octubre de 1982 pasó a formar parte de la provincia eclesiástica de la arquidiócesis de Porto Velho.
El 19 de febrero de 1983, en virtud de la bula Ab ipsa Ecclesiae del papa Juan Pablo II, la prelatura territorial fue elevada a diócesis y asumió su nombre actual.
El 23 de diciembre de 1997 cedió una parte de su territorio para la erección de la diócesis de Juína mediante la bula Ad plenius consulendum del papa Juan Pablo II.

## Estadísticas
Según el Anuario Pontificio 2022 la diócesis tenía a fines de 2021 un total de 514 000 fieles bautizados.
| Año                                                                             | Población            | Población | Población      | Sacerdotes | Sacerdotes    | Sacerdotes    | Bautizados por sacerdote | Diáconos permanentes | Religiosos | Religiosos | Parroquias |
| Año                                                                             | Bautizados católicos | Total     | % de católicos | Total      | Clero secular | Clero regular | Bautizados por sacerdote | Diáconos permanentes | Varones    | Mujeres    | Parroquias |
| ------------------------------------------------------------------------------- | -------------------- | --------- | -------------- | ---------- | ------------- | ------------- | ------------------------ | -------------------- | ---------- | ---------- | ---------- |
| 1980                                                                            | 231 000              | 352 000   | 65.6           | 13         |               | 13            | 17 769                   |                      | 16         | 21         | 30         |
| 1990                                                                            | 400 000              | 500 000   | 80.0           | 43         | 7             | 36            | 9302                     |                      | 44         | 69         | 20         |
| 1999                                                                            | 486 500              | 695 435   | 70.0           | 34         | 7             | 27            | 14 308                   |                      | 14         | 28         | 20         |
| 2000                                                                            | 457 500              | 750 000   | 61.0           | 60         | 15            | 45            | 7625                     |                      | 57         | 70         | 20         |
| 2001                                                                            | 426 000              | 700 000   | 60.9           | 47         | 15            | 32            | 9063                     |                      | 37         | 82         | 19         |
| 2002                                                                            | 500 000              | 700 000   | 71.4           | 51         | 16            | 35            | 9803                     |                      | 39         | 71         | 19         |
| 2003                                                                            | 500 000              | 700 000   | 71.4           | 45         | 16            | 29            | 11 111                   |                      | 34         | 74         | 19         |
| 2004                                                                            | 480 000              | 709 938   | 67.6           | 48         | 21            | 27            | 10 000                   |                      | 31         | 63         | 19         |
| 2006                                                                            | 409 000              | 733 000   | 55.8           | 49         | 24            | 25            | 8346                     |                      | 36         | 67         | 19         |
| 2013                                                                            | 455 000              | 801 000   | 56.8           | 59         | 32            | 27            | 7711                     |                      | 38         | 38         | 22         |
| 2016                                                                            | 494 000              | 821 000   | 60.2           | 51         | 24            | 27            | 9686                     | 1                    | 37         | 34         | 23         |
| 2019                                                                            | 506 000              | 840 400   | 60.2           | 58         | 28            | 30            | 8724                     | 1                    | 33         | 37         | 24         |
| 2021                                                                            | 514 000              | 853 700   | 60.2           | 54         | 27            | 27            | 9518                     | 1                    | 32         | 24         | 24         |
| Fuente: Catholic-Hierarchy, que a su vez toma los datos del Anuario Pontificio. |                      |           |                |            |               |               |                          |                      |            |            |            |

## Episcopologio
- José Martins da Silva, S.N.D. † (3 de enero de 1978-4 de octubre de 1982 nombrado arzobispo de Porto Velho)
- Antônio Possamai, S.D.B. † (4 de marzo de 1983-11 de abril de 2007 retirado)
- Bruno Pedron, S.D.B. † (11 de abril de 2007-5 de junio de 2019 retirado)
- Norbert Hans Christoph Foerster, S.V.D., desde el 2 de diciembre de 2020